# Aigrefeuille-sur-Maine
Aigrefeuille-sur-Maine (bretonsko Kelenneg-ar-Mewan) je naselje in občina v francoskem departmaju Loire-Atlantique regije Loire. Leta 2012 je naselje imelo 3.414 prebivalcev.

## Geografija
Kraj leži v pokrajini Bretaniji ob reki Maine, 22 km jugovzhodno od središča Nantesa.

## Uprava
Občina Aigrefeuille-sur-Maine skupaj s sosednjimi občinami Boussay, Clisson, Gétigné, Gorges, Maisdon-sur-Sèvre, Monnières, La Planche, Remouillé, Saint-Hilaire-de-Clisson, Saint-Lumine-de-Clisson in Vieillevigne sestavlja kanton Clisson; slednji se nahaja v okrožju Nantes.

## Zanimivosti
- neogotska cerkev Marijinega Vnebovzetja iz konca 19. in  začetka 20. stoletja, francoski zgodovinski spomenik od leta 2007,
- kapela Presvetega Odrešenika, zgrajena leta 1714 ob prikazanju, uničena v požaru, obnovljena v letu 1804,
- križ s kalvarijo,
- grajski park du Plessis iz 19. stoletja,
- La Guidoire, grad in oranžerija iz 18. stoletja, nekdanji sedež gospostva Aigrefeuille,
- vodni mlini iz 17. do 19. stoletja, ostanki mlinov na veter.